# Sturmia clarior
Sturmia clarior är en tvåvingeart som först beskrevs av Villeneuve 1943.  Sturmia clarior ingår i släktet Sturmia och familjen parasitflugor.
Artens utbredningsområde är Zimbabwe. Inga underarter finns listade i Catalogue of Life.